# Asociación de Escuelas Rabínicas Talmúdicas Avanzadas
La Asociación de Escuelas Rabínicas Talmúdicas Avanzadas (en inglés: Association of Advanced Rabbinical and Talmudic Schools) (AARTS) es una asociación civil nacional de acreditación de la educación para las escuelas rabínicas y talmúdicas. Tiene su sede en la ciudad de Nueva York y está reconocida por el Consejo para la Acreditación de la Educación Superior y el Departamento de Educación de los Estados Unidos. En el campo de la educación rabínica y talmúdica, la asociación se ve a sí misma como el guardián de la ortodoxia y como una autoridad histórica. Su objetivo es mantener el pensamiento tradicional en un mundo moderno, mediante el equilibrio entre lo viejo y lo nuevo. La AARTS es una organización sin ánimo de lucro independiente, formada por expertos en el campo de la formación rabínica y talmúdica, que establece unos estándares educativos en todo el país. Tanto los programas de pregrado como los de postgrado son evaluados por la asociación. Todos estos programas deben cumplir con los estándares establecidos en materia de educación, finanzas, y requisitos de postgrado, para ser considerados aptos para la acreditación.